# ماوی هوربیگر
ماوی هوربیگر (آلمانی: Mavie Hörbiger؛ زادهٔ ۱۴ نوامبر ۱۹۷۹) بازیگر اهل آلمان است.
از فیلم‌ها یا مجموعه‌های تلویزیونی که وی در آن‌ها نقش داشته است، می‌توان به ناپلئون اشاره نمود.